# Stoneham (Massachusetts)
Stoneham is een plaats (town) in Middlesex County, Massachusetts, Verenigde Staten. In 2000 had de plaats een inwonertal van 22219 en waren er 9050 huishoudens.

## Bekende inwoners
- Nancy Kerrigan, kunstschaatsster
- Killer Kowalski, worstelaar

## Geboren
- Chris J. Johnson (29 augustus 1977), acteur
- Buffy Sainte-Marie (20 februari 1941), muzikante